# A Lama
A Lama (Spanisch: La Lama) ist eine galicische Gemeinde in der Provinz Pontevedra in Galicien in Spaniens mit 2.515 Einwohnern (Stand: 2024).

## Geografie
Die Nachbargemeinden sind Cerdedo-Cotobade im Nordwesten, im Westen Ponte Caldelas, Fornelos de Montes im Süden, im Nordosten Forcarei, und im Osten Beariz, in der Provinz Ourense.

## Bevölkerungsentwicklung der Gemeinde
Legende: Lama___A Lama

## Gemeindegliederung
Die Gemeinde A Lama ist in zehn Parroquias gegliedert:
| Parroquias        | Patrozinium    | Einwohner 2024 | Fläche km² | Dichte Einw./km² | Höhe msnm | Ortskennzahl |
| ----------------- | -------------- | -------------- | ---------- | ---------------- | --------- | ------------ |
| Antas             | Santiago       | 238            | 7,37       | 32               | 449       | 36025010000  |
| A Barcia do Seixo | Santa Ana      | 217            | 15,32      | 14               | 674       | 36025020000  |
| Covelo            | San Sebastián  | 226            | 15,69      | 14               | 493       | 36025040000  |
| Escuadra          | San Lourenzo   | 158            | 5,30       | 30               | 421       | 36025050000  |
| Gaxate            | San Pedro      | 157            | 4,11       | 38               | 376       | 36025060000  |
| A Lama            | San Salvador   | 589            | 7,73       | 76               | 398       | 36025090000  |
| Seixido           | San Bartolomeu | 306            | 15,35      | 20               | 629       | 36025100000  |
| Verducido         | San Martiño    | 202            | 7,69       | 26               | 453       | 36025030000  |
| Xende             | San Paulo      | 91             | 4,41       | 21               | 464       | 36025070000  |
| Xesta             | San Bartolomeu | 336            | 28,81      | 12               | 661       | 36025080000  |

## Wirtschaft
A Lama ist überwiegend ländlich geprägt. Die Gemeinde hat viele Attraktionen und Naturgebiete, die für den ländlichen Tourismus geeignet sind, der in den letzten Jahren einen Boom erlebt.
| Ackerbau, Viehzucht und Fischerei                                                  | 037 | 05,65  |
| Industrie                                                                          | 078 | 011,91 |
| Bauwirtschaft                                                                      | 059 | 09,01  |
| Dienstleistungsbetriebe                                                            | 481 | 073,44 |
| Total                                                                              | 655 | 100,00 |
| * Daten aus dem Statistischen Amt für Wirtschaftliche Entwicklung in Galicien, IGE |     |        |